# Rhinophis
Rhinophis is een geslacht van slangen uit de familie schildstaartslangen (Uropeltidae).

## Naam en indeling
De wetenschappelijke naam van de groep werd voor het eerst voorgesteld door Friedrich Wilhelm Hemprich in 1820. Er zijn twintig soorten, inclusief de pas in 2017 wetenschappelijk beschreven soort Rhinophis roshanpererai.

## Verspreiding en habitat
Alle soorten komen voor in delen van zuidelijk Azië, met name in de landen India en Sri Lanka. De habitat bestaat uit vochtige tropische en subtropische bergbossen, droge tropische en subtropische bossen en een aantal soorten is aangetroffen in plantages.

## Beschermingsstatus
Door de internationale natuurbeschermingsorganisatie IUCN is aan vijf soorten een beschermingsstatus toegewezen. Twee soorten worden beschouwd als 'veilig' (Least Concern of LC), een als 'onzeker' (Data Deficient of DD), en een als 'gevoelig' (Near Threatened of NT). De soort Rhinophis travancoricus ten slotte wordt gezien als 'bedreigd' (Endangered of EN).

## Soorten
Het geslacht omvat de volgende soorten, met de auteur en het verspreidingsgebied.
| Naam                                            | Auteur                                                           | Verspreidingsgebied |
| ----------------------------------------------- | ---------------------------------------------------------------- | ------------------- |
| Blyths schildstaartslang (Rhinophis blythii)    | Kelaart, 1853                                                    | Sri Lanka           |
| Rhinophis dorsimaculatus                        | Deraniyagala, 1941                                               | Sri Lanka           |
| Rhinophis drummondhayi                          | Wall, 1921                                                       | Sri Lanka           |
| Rhinophis erangaviraji                          | Wickramasinghe, Vidanapathirana, Wickramasinghe & Ranwella, 2009 | Sri Lanka           |
| Rhinophis fergusonianus                         | Boulenger, 1896                                                  | India               |
| Rhinophis goweri                                | Aengals & Ganesh, 2013                                           | India               |
| Rhinophis homolepis                             | Hemprich, 1820                                                   | Sri Lanka           |
| Rhinophis lineatus                              | Gower & Maduwage, 2011                                           | Sri Lanka           |
| Rhinophis melanogaster                          | Gray, 1858                                                       | Sri Lanka           |
| Rhinophis oxyrhynchus                           | Schneider, 1801                                                  | Sri Lanka           |
| Rhinophis philippinus                           | Cuvier, 1829                                                     | Sri Lanka           |
| Rhinophis phillipsi                             | Nicholls, 1929                                                   | Sri Lanka           |
| Rhinophis porrectus                             | Wall, 1921                                                       | Sri Lanka           |
| Rhinophis punctatus                             | Müller, 1832                                                     | Sri Lanka           |
| Rhinophis roshanpererai                         | Wickramasinghe, Vidanapathirana, Rajeev & Gower, 2017            | Sri Lanka           |
| Grote schildstaartslang (Rhinophis saffragamus) | Kelaart, 1853                                                    | Sri Lanka           |
| Rhinophis sanguineus                            | Beddome, 1863                                                    | India               |
| Rhinophis travancoricus                         | Boulenger, 1892                                                  | India               |
| Rhinophis tricolorata                           | Deraniyagala, 1975                                               | Sri Lanka           |
| Rhinophis zigzag                                | Gower & Maduwage, 2011                                           | Sri Lanka           |